# الکساندروس کوریزیس
الکساندروس کوریزیس (یونانی: Αλέξανδρος Κορυζής؛ ۱۸۸۵ – ۱۸ آوریل ۱۹۴۱) یک اقتصاددان و سیاست‌مدار اهل یونان بود.